# Лапни
Лапни (укр. Лапні) — село в Ковельской городской общине Ковельского района Волынской области Украины.
Код КОАТУУ — 0722182807. Население по переписи 2001 года составляет 208 человек. Почтовый индекс — 45021. Телефонный код — 3352. Занимает площадь 2,23 км².